# Sanhādscha
Die Sanhādscha (Zentralatlas-Tamazight ⵉⵥⵏⴰⴳⵏ Iẓnagen, arabisch صنهاجة Sanhadscha, DMG Ṣanhāǧa, manchmal auch Ṣinhāǧa) waren neben den Zanata und Masmuda eine der großen Stammesgruppen der Berber im Maghreb.

## Geschichte
Einige Stämme der Sanhadscha wanderten ab dem 3. Jahrhundert n. Chr. schubweise vermutlich aus dem Osten oder Nordosten des Kontinents ein, von wo sie das Kamel eingeführt haben dürften. Sie siedelten zunächst in der nördlichen Sahara. Nach der Übernahme des Islam verbreiteten sie diesen auch im Sudan bis zum Senegal und zum Niger. Seit dem 8. oder 9. Jahrhundert begannen Stämme der Sanhadscha sich im Mittleren Atlas, im Rifgebirge, an der marokkanischen Atlantikküste und in Mauretanien niederzulassen. Ein Teil der Sanhadscha siedelte sich im östlichen Algerien (Kutamaberber) an und bildete eine wichtige Stütze für den Aufstieg der Fatimiden. Bis ins 12. Jahrhundert kontrollierten mit den Ziriden und Hammudiden Dynastien der Sanhadscha das Gebiet der Ifrīqiya.
Der arabische Gelehrte Ibn Chaldūn (1332–1406) unterschied zwei Gruppen von Sanhadscha: die Nomaden der Wüste und die Bewohner der Kabylei und des Mittleren Atlas. Es ist in der Fachwelt umstritten, ob beide Volksgruppen einen gemeinsamen Ursprung haben oder ob die unterschiedlichen Kulturen nur denselben Namen teilten. Fest steht nur, dass sich zwischen der Einführung des Kamels und der ersten Erwähnung ihres Namens im 9. Jahrhundert eine Sanhadscha-Stammesgesellschaft herausgebildet haben muss. Als Kriterium für die Zuordnung bestimmter Stammesgruppen zu den Sanhadscha bleibt wie anderswo nur die Betrachtung der verwandtschaftlichen Strukturen, die oftmals von den Betroffenen zur Identitätsstiftung selbst gebildete Konstrukte sind.
Anfang des 9. Jahrhunderts bildete sich im heutigen Mauretanien unter Tilantan († 826) ein Stammeskönigreich der Masufa und Lamtuna, das die westliche Route des Transsaharahandels kontrollierte und gegen die Königreiche im Sudan kämpfte. Zwar zerfiel dieses Reich zum Beginn des 10. Jahrhunderts, doch gelang es dem Missionar und Theologen Ibn Yasin in der Mitte des 11. Jahrhunderts die Stämme zum Kampfbund der Almoraviden zu vereinigen. Diese eroberten in der Folgezeit Marokko, Westalgerien und Andalusien.
Sanhadscha wurden nach den Beschreibungen von mittelalterlichen arabischen Geografen wie die Tuareg „Schleiertragende“ (Mulaṯṯamūn) genannt, weil sie das Gesicht mit einem Tuch (Liṯām) verhüllten. Seit dem Eindringen der arabischen Banū Hilāl in den Maghreb ab dem 11. Jahrhundert wurden die Sanhadscha zunehmend arabisiert, legten diesen Brauch ab und übernahmen dafür teilweise arabische Bewässerungsmethoden wie am Nordrand der Sahara die Norias und das schwarze Zelt aus Kamelhaar (Ḫaīma).
In Algerien sind die berberischen Kabylen Nachfahren der Kutāma-Stämme. In Mauretanien und Mali, vor allem im Umland von Timbuktu, sind heute die Kunta ansässig, die ebenfalls als Nachkommen der Sanhadscha betrachtet werden, obwohl sie sich in ihren eigenen Genealogien gern von ʿUqba ibn Nāfiʿ († 683), dem Eroberer Nordafrikas, ableiten.